# Ihsan Ece
Ihsan Ece (* 2. August 1949 in Istanbul, Türkei) ist ein deutsch-türkischer Maler und Objektkünstler.

## Leben
Ece studierte von 1969 bis 1970 an der Istanbuler Ingenieurschule, bevor er als Gastarbeiter nach Köln ging. 1972 bis 1978 absolvierte er dann ein Studium an der Kunstakademie Düsseldorf, ab 1976 als Meisterschüler bei Klaus Köhler-Achenbach. Bereits ab 1973 hatte der Künstler zahlreiche Ausstellungen in der BRD. In der ersten Hälfte der 1980er Jahre schrieb Ece zudem literarische Beiträge u. a. für Anthologien zum Thema „Ausländer in Deutschland“. 
Ece, der seit 1994 deutscher Staatsbürger ist, lebt in Heidelberg. Er ist Mitglied der Künstlervereine BBK Düsseldorf, Köln, Heidelberg und SAN-DER.

## Bibliografie (Auszug)
- Zu Hause in der Fremde, 1980
- Die Horen Nr. 120, 1980
- Sie haben mich zu einem Ausländer gemacht, 1984

## Ausstellungen (Auswahl)

### Einzelausstellungen
- 1975 BONN Wohnstift Augustinum
- 1976 DÜSSELDORF Robert Schumann Institut
- 1977 DÜSSELDORF Robert Schumann Institut
- 1977 DÜSSELDORF B.B.K. 100 Bilderschau
- 1978 DÜSSELDORF B.B.K. „Auffassungen“
- 1978 RECKLINGHAUSEN, Ruhrfestspiele..TUVAS
- 1978 DÜSSELDORF, „Sport“ B.B.K.
- 1978 ESSEN „Signale unserer Zeit“
- 1979 BOCHUM Schloss Kemnade
- 1979 DÜSSELDORF B.B.K. 50 Bilderschau
- 1979 BONN Konrad Adenauer Stiftung
- 1980 DÜSSELDORF Städtische Keller Galerie
- 1980 ESSEN Türkische Zentrum SAN-DER
- 1980 AHLEN A.V.O
- 1980 HAMM A.V.O.
- 1980 DÜSSELDORF B.B.K. SAN-DER
- 1981  DÜSSELDORF Hofgarten Fest
- 1983 HATTINGEN, Volkshochschule, Menschenlandschaften in der Fremde

### Gruppenausstellungen
- 1973: Kunstmarkt, Bonn
- 1974: Amerikanisches Konsulat, Düsseldorf
- 1974: Galerie Linsen, Bonn
- 1976: Dresdner Bank, Köln
- 1976: Nachbarschaft, Kunsthalle Düsseldorf
- 1977: Land und Leute, B.B.K., Essen
- 1983: Katholiken Tag, Hannover
- 1983: Kunstmarkt, Malkasten Künstlerverein, Düsseldorf
- 1981 und 1984: Düsseldorf, Jahresausstellung Düsseldorfer Künstler

## Einzelbelege
1. ↑  http://www.kobuss.de/pdfs/Nations/T/Turkei/Turkei.pdf@1@2Vorlage:Toter+Link/www.kobuss.de+(Seite+nicht+mehr+abrufbar,+festgestellt+im+April+2018.+Suche+in+Webarchiven) Datei:Pictogram+voting+info.svg Info:+Der+Link+wurde+automatisch+als+defekt+markiert.+Bitte+prüfe+den+Link+gemäß+Anleitung+und+entferne+dann+diesen+Hinweis.

| Personendaten    | Personendaten                               |
| ---------------- | ------------------------------------------- |
| NAME             | Ece, Ihsan                                  |
| KURZBESCHREIBUNG | deutsch-türkischer Maler und Objektkünstler |
| GEBURTSDATUM     | 2. August 1949                              |
| GEBURTSORT       | Istanbul, Türkei                            |